# (614599) 2010 AB78
(614599) 2010 AB78 est un astéroïde Amor découvert en 2010. Il s'agit du premier astéroïde proche de la Terre découvert par le télescope spatial WISE,.

## Compléments